# Pyura georgiana
Pyura georgiana är en sjöpungsart som först beskrevs av Wilhelm Michaelsen 1898.  Pyura georgiana ingår i släktet Pyura och familjen lädermantlade sjöpungar.
Artens utbredningsområde är Södra Ishavet. Inga underarter finns listade i Catalogue of Life.